# Kamen Rider ZO
Kamen Rider ZO là một movie Tokusatsu làm trong năm 1993, đánh dấu sự hợp tác của TOEI và Bandai.

## Cốt truyện
Masaru Aso là trợ lý của Doctor Mochizuki, ông ta đã dùng anh như vật thí nghiệm với mục đích tạo ra "Dạng sống mới" nên đã biến anh thành một người sinh vật giống như châu chấu (Kamen Rider ZO). Sau đó, anh trốn lên núi và hôn mê 2 năm, nhưng anh đã tỉnh dậy bằng một cuộc gọi thần giao cách cảm bởi Hiroshi Mochizuki là con trai của Doctor Mochizuki khi cậu bé bị những sinh vật bí ẩn tấn công và sau đó anh đến đó và biến thành Kamen Rider ZO và chiến đấu với bọn sinh vật đó.
Kamen Rider ZO này có hình dạng khá giống với Kamen Rider J của movie tiếp theo, chỉ khác là phần màu trắng ở giữa khuôn mặt.
Trong Toyline đã sản xuất đồ chơi Kamen Rider ZO Rider card, ZO Lockseed.
Trong Kamen Rider 3: Super Heroes Taisen thì anh cũng bị tẩy não và anh được gọi là Shocker Rider ZO nhưng nhờ Kamen Rider 3 nên anh đã trở lại bình thường và sau đó tất cả hợp tác với Ninninger tiêu diệt Shocker.